# Спас-Михнево

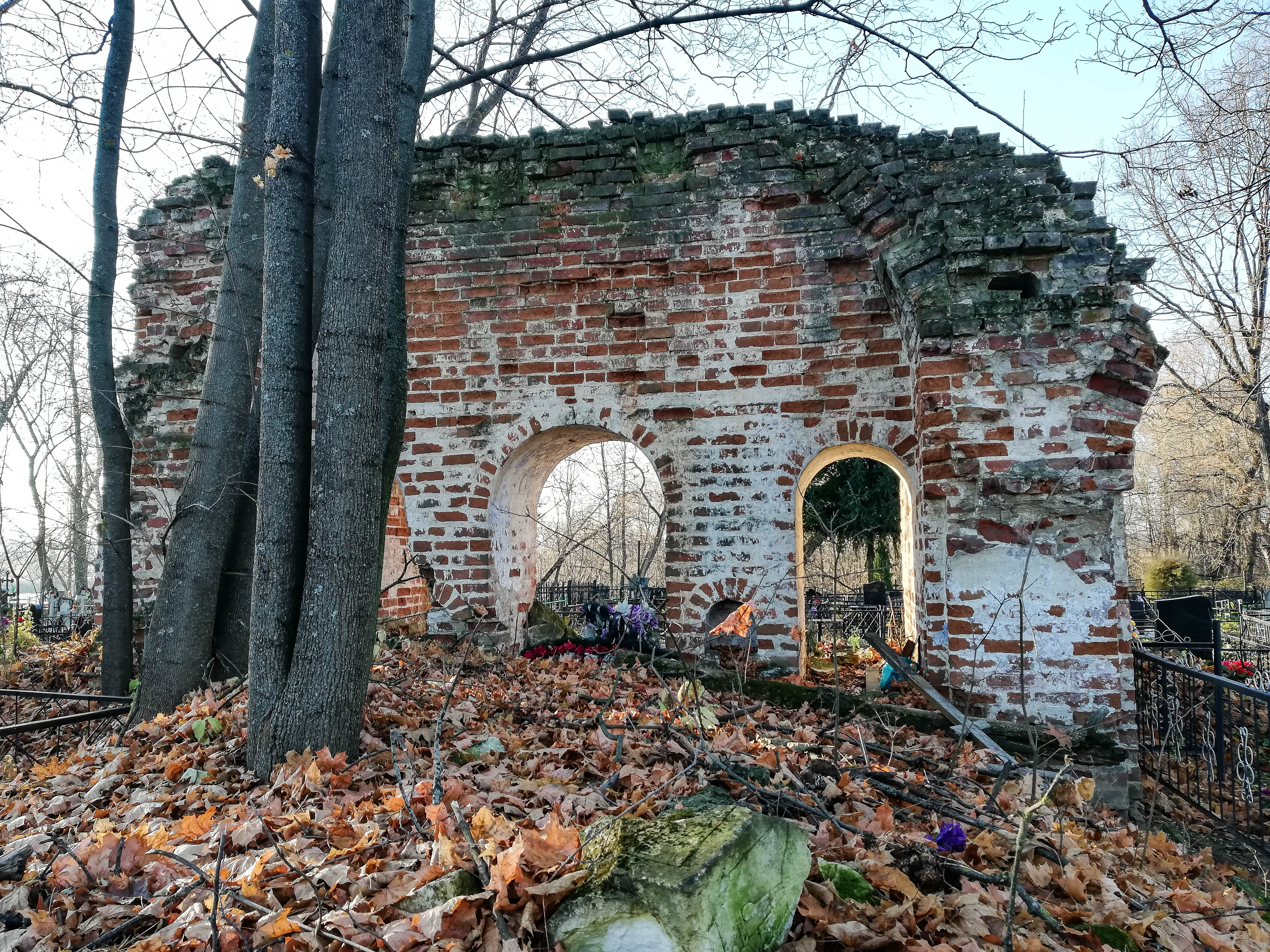
Руины церкви Преображения Господня конца XVI века в Спас-Михнево

Спас-Ми́хнево — деревня в Раменском муниципальном районе Московской области. Входит в состав сельское поселение Ганусовское. Население — 7 чел. (2010).

## Название
В XVI веке упоминается как село Михнево, оно же Спасское, в 1852 году — Спас-Михневский погост, в 1912 году — погост Спас-Михнево, после 1917 года образовалась деревня Спас-Михнево.

## География
Деревня Спас-Михнево расположена в юго-западной части Раменского района, примерно в 25 км к юго-западу от города Раменское. Высота над уровнем моря 136 м. Рядом с деревней протекает река Гнилуша. Ближайший населённый пункт — деревня Патрикеево.

## История
В 1926 году деревня входила в Нащекинский сельсовет Жирошкинской волости Бронницкого уезда Московской губернии.
С 1929 года — населённый пункт в составе Бронницкого района Коломенского округа Московской области. 3 июня 1959 года Бронницкий район был упразднён, деревня передана в Люберецкий район. С 1960 года в составе Раменского района.
До муниципальной реформы 2006 года деревня входила в состав Ганусовского сельского округа Раменского района.

## Население
| 1926 | 2002 | 2010 |
| ---- | ---- | ---- |
| 24   | ↘5   | ↗7   |

В 1926 году в деревне проживало 24 человека (10 мужчин, 14 женщин), насчитывалось 5 хозяйств, из которых 2 было крестьянских. По переписи 2002 года — 5 человек (3 мужчины, 2 женщины).